# Microgaster bumbana
Microgaster bumbana är en stekelart som beskrevs av De Saeger 1942. Microgaster bumbana ingår i släktet Microgaster och familjen bracksteklar. Inga underarter finns listade i Catalogue of Life.